# Joseph Vautrain

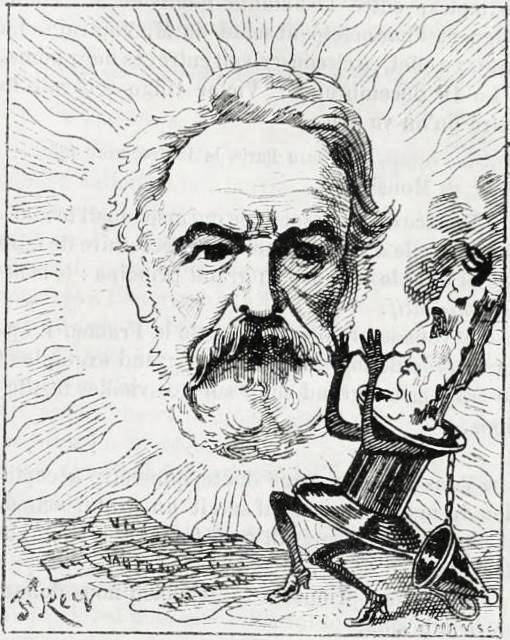
« Je voyais les passants attroupés devant les kiosques regardant une estampe publiée par L'Éclipse qui représente le soleil auquel une chandelle fait le pied de nez. Le soleil est Victor Hugo, la chandelle est Vautrain. »
Hugo, 13 janvier 1872.

Eugène Joseph Vautrain, né le 15 novembre 1818 à Nancy et mort le 20 décembre 1881 à Paris, est un homme politique français du XIXe siècle.
Républicain modéré, il fut maire du 4e arrondissement de Paris (1848-1851, 1870-1871), président du conseil municipal de Paris (1871-1874) et, à la suite d'une élection qui l'opposa à Victor Hugo, député de la Seine (1872-1876).

## Biographie
Fils de Joseph Louis Vautrain (1798-1864), sellier-carrossier puis receveur de l'octroi de Paris, Joseph Vautrain étudia à Nancy puis à Paris, où il fut admis docteur par la faculté de droit le 30 août 1845. À la même époque, il fut l'un des secrétaires de Félix Liouville et devint avocat à la cour d'appel de Paris.
Il entra en politique en 1848 en participant au « comité républicain du barreau de Paris », présidé par Liouville, avant d'être nommé adjoint au maire (12 avril) puis maire (22 novembre) de l'ancien 9e arrondissement de Paris (aujourd'hui 4e arrondissement). Lors des Journées de Juin, il se rendit auprès des insurgés pour tenter de faire cesser les violences.
Républicain, il démissionna de ses fonctions municipales pour protester contre le coup d’État du 2 décembre 1851 et se tint à l'écart de la vie politique pendant toute la durée du Second Empire (1852-1870).
Après Sedan, Joseph Vautrain fit son retour sur la scène politique : après avoir refusé le poste de préfet de la Meurthe, il retrouva son mandat de maire du 4e arrondissement à l'occasion de l'élection municipale du 5 novembre 1870, pendant le siège de la capitale. Il échoua cependant à obtenir un siège à l'Assemblée nationale lors de l'élection du 8 février 1871 et, quelques jours auparavant, Jules Favre l'avait vainement proposé à ses collègues pour lui succéder à l’intérim du ministère de l'Intérieur (finalement confié à Hérold).
Opposé à la Commune, dont le Comité central ordonna son arrestation par quatre fois le 25 mars, il fut libéré par les gardes nationaux de son arrondissement et dut se retirer provisoirement à Versailles. De retour dans la capitale après la semaine sanglante, il retrouva son mandat de maire le 24 mai.
Deux mois plus tard, lors du scrutin des 23 et 30 juillet 1871, les électeurs du quartier Notre-Dame lui attribuèrent un mandat au Conseil municipal de Paris, dont il fut élu président (par 69 voix sur 70, une voix s'étant portée sur Georges Clemenceau) au cours de la séance inaugurale du 4 août. Régulièrement réélu, il conserva cette présidence jusqu'en janvier 1875 après avoir annoncé sa démission en août 1874.
En octobre 1871, il fut également élu (par 61 voix, contre 18 à Littré) au conseil général de la Seine, dont il assura la présidence jusqu'en août 1874 et qu'il s'appliqua à cantonner à un rôle purement administratif en le tenant éloigné des polémiques politiques nationales.
Lors de l'élection complémentaire du 7 janvier 1872 destinée à remplacer les députés élus dans plusieurs départements (dans celui de la Seine, le député Ernest Courtot de Cissey, également élu en Ille-et-Vilaine, avait opté pour ce dernier département), le républicain modéré Joseph Vautrain fut élu par 122.395 voix contre 95.900 au républicain radical Victor Hugo.
Ce dernier, pourtant bénéficiaire du désistement de Martin Nadaud, avait été repoussé par une grande partie des électeurs républicains qui le considéraient trop complaisant à l'égard des communards et qui, soucieux d'obtenir rapidement le transfert du pouvoir législatif de Versailles à Paris, ne souhaitaient pas s'opposer frontalement à l'Assemblée nationale dont le célèbre poète avait démissionné avec éclat en mars 1871. De plus, en revendiquant un « mandat contractuel », Hugo avait déçu les partisans du mandat impératif et effrayé les libéraux attachés, comme Vautrain, au mandat libre. Le journaliste Ildefonse Rousset, directeur du quotidien républicain Le National appréciait son rôle de gestionnaire et marque ainsi sa préférence : « certainement, M. Victor Hugo ne manque pas de talent, mais son concurrent, M. Vautrain, est un administrateur de premier ordre.»
Apprenant sa défaite, Hugo écrivit : « Le 7 janvier 1872, Paris avait à choisir un représentant ou un député ; il a choisi un député. »
Sachant la bataille électorale perdue d'avance dans une ville acquise à la République, les monarchistes (après avoir sollicité en vain Rothschild et Mac-Mahon) n'avaient pas présenté de candidat, permettant ainsi à une partie du vote conservateur de se reporter, malgré les consignes d'abstention, sur Vautrain. Ce dernier était d'ailleurs proche de la droite sur la question de l'instruction publique : en tant que libéral, Vautrain était favorable à la liberté d'enseignement et, par conséquent, opposé à un monopole de l’État aux dépens de l’Église.
Accaparé par ses fonctions municipales et départementales, Vautrain fut peu souvent présent à l'Assemblée, où il siégeait au Centre gauche dirigé par Adolphe Thiers. Il prononça - en vain - un discours pour le retour du parlement à Paris et vota contre le service de trois ans, contre la démission de Thiers, contre le septennat (loi du 20 novembre 1873), contre le deuxième ministère de Broglie, pour l'amendement Wallon et pour les lois constitutionnelles de 1875.
Il ne fut pas réélu en 1876, ayant été battu (par 4.385 voix contre 8.930) par le radical Barodet (Union républicaine).
Mort en 1881 à son domicile du no 21 quai de Bourbon, il fut inhumé au cimetière du Père-Lachaise (2e division) après des obsèques célébrées en l'église Saint-Louis-en-l'Île.
Il fut connu pour sa fermeté et pour s'engager pour l'intégrité de son pays, plus que pour sa propre ambition politique.